# استانیلید
استانیلید (به انگلیسی: Acetanilide) با فرمول شیمیایی C۶H۵NH(COCH۳) یک ترکیب شیمیایی است که جرم مولی آن ۱۳۵٫۱۷ g/mol می‌باشد.